# トビウサギ
トビウサギ（跳兎、英名：Spring hare）は、哺乳綱齧歯目トビウサギ科（Pedetidae）に分類される現生種の総称。現生種ではトビウサギ属（Pedetes）のみでトビウサギ科を構成する。現生種は長らくトビウサギ（Pedetes capensis）1種と考えられてきたが、近年、アフリカ南部の種（P. capensis）とアフリカ東部の種（P. surdaster）の2種に分けられることが判明した。このうちアフリカ南部の種については引き続き標準和名「トビウサギ」が用いられ、アフリカ東部の種については「トウブトビウサギ」が用いられる。本記事ではこの2種（ほか絶滅化石種）から成るトビウサギ属について扱う。
以下、トビウサギ（Pedetes capensis）とトウブトビウサギ（Pedetes surdaster）の特徴について記す。近年、2種は別種とされたが、以下の記述は主に別種とされる以前の情報に基づくものであり、両種の特徴が混在している可能性がある点を留意。

## 分布
サハラ以南のアフリカ大陸東部と南部

## 形態
頭胴長（体長）35 - 43センチメートル、尾長37 - 47センチメートル、体重3 - 4キログラム。背面は赤褐色、腹面は白い体毛で覆われる。尾の先端部は黒褐色の体毛で覆われる。尾は跳躍する時にバランスを保つのに用いると考えられている。
頭部は短く、吻は高い。眼は大型。耳介が大きいうえに長くウサギのように見えることが和名や英名（hare=ノウサギ）の由来になっている。前肢は短い。後肢は長く、発達している。後肢の第1趾は退化しているが、第2趾に大きな鉤状の爪があり第3 - 5趾の爪はやや蹄状になる。

## 命名
一般名は、アンデシュ・スパルマンにより飛び跳ねるウサギということでSpring-Haasenと名づけられた。

## 分類
ウロコオリス科とともにウロコオリス形亜目に分類されている。
現生種は、分子系統学的差異から以下の2種に分けられる。和名は川田ら (2018) に従う。英名はDieterlen (2005) に従う。
Pedetes capensis (Forster, 1778) トビウサギ South African spring hare
南アフリカ、アンゴラ、コンゴ、ザンビア、ナミビア、ボツワナ、ジンバブエ、モザンビークといった広範囲に分布する。
染色体数2n=38
Pedetes surdaster (Thomas, 1902) トウブトビウサギ East African spring hare
ケニア、タンザニア並びにウガンダに点在して分布する。
染色体数2n=40
絶滅した近縁種についてはトビウサギ科を参照。

## 生態
サバンナや半砂漠地帯に生息する。群れは形成せず、単独もしくはペアで生活する。夜行性で、昼間は地面に掘った深さ80 - 120センチメートルの巣穴の中で休む。移動する際には後肢だけで2 - 3メートル跳躍する。主に巣穴を中心に300 - 400メートルの範囲で活動するが、食物がない場合は10 - 14キロメートルの距離を移動することもある。頭部を地面につけて振動で危険を察知し、危険を感じると大きな鳴き声をあげる。天敵としてはヤマネコ類、ジャッカル、ラーテル、オオトカゲ、ニシキヘビなどが挙げられる。
食性は植物食の強い雑食で、植物の根茎、果実、昆虫類、節足動物等を食べる。
繁殖形態は胎生。妊娠期間は約2ヶ月。周年繁殖（特に雨季が多い）し1回に1-2頭の幼獣を産む。幼獣は産まれてから2日で走行できるようになる。

## 人間との関係
稲や芋、トウモロコシ、麦等の農作物を食害する害獣。害獣としての駆除等により生息数は減少している。
生息地では肉が食用とされることもある。
ペットとして飼育されることもあり、日本にも輸入されている。
広域に分布することから絶滅の恐れは少ないと考えられており、2016年のIUCNレッドリストでは2種とも低懸念（LC）とされている。
LEAST CONCERN (IUCN Red List Ver. 3.1 (2001))